# Kościół św. Mikołaja w Radominie
Kościół świętego Mikołaja – rzymskokatolicki kościół parafialny należący do parafii pod tym samym wezwaniem (dekanat dobrzyński nad Drwęcą diecezji płockiej).

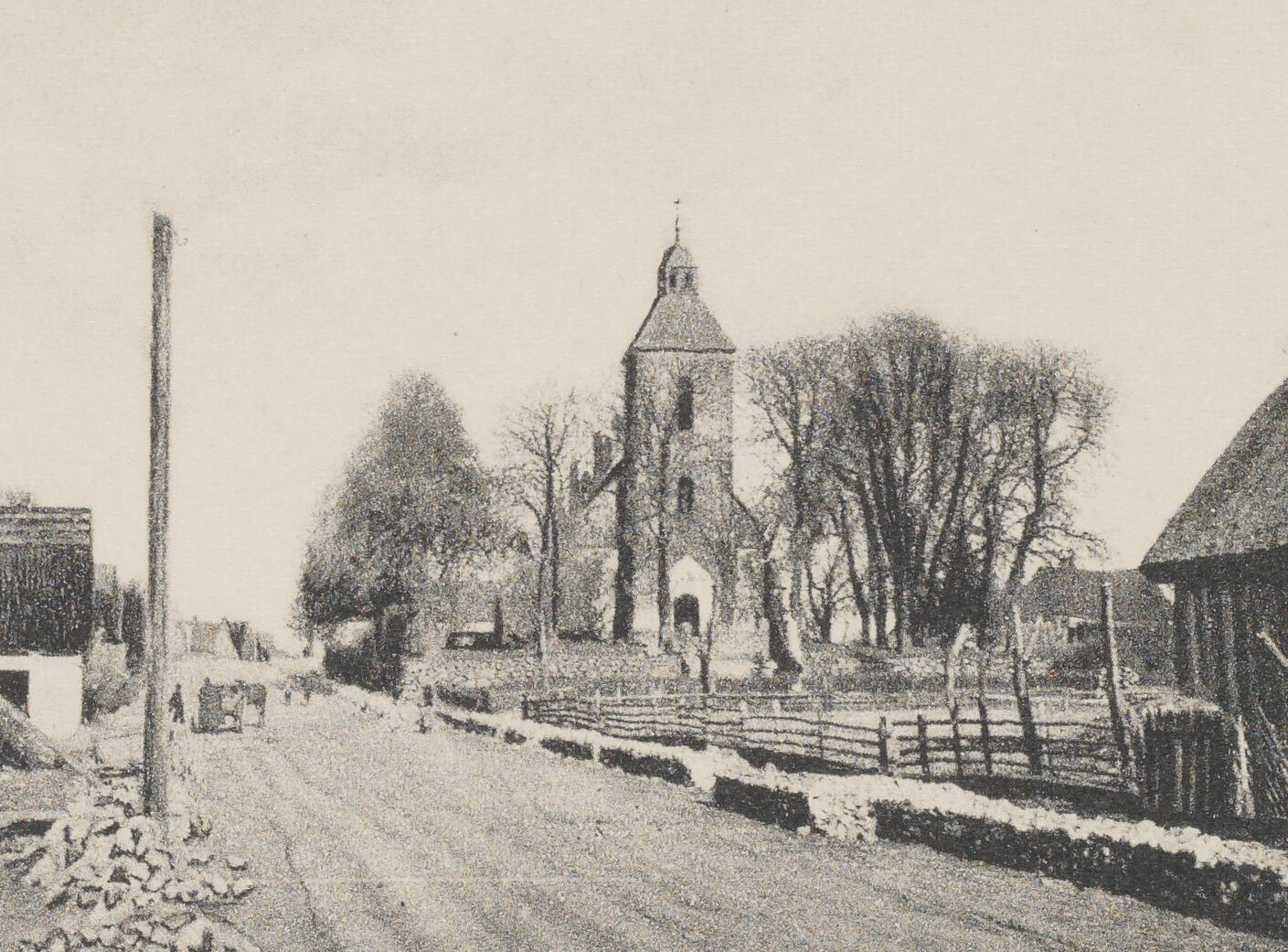
Widok kościoła przed 1908

Jest to świątynia wzniesiona w XIV wieku z kamienia polnego w stylu gotyckim na planie prostokąta. Budowla jest salowa i posiada dobudowaną od strony północnej zakrystię oraz kruchtę od strony południowej. Szczyt wschodni, schodkowy powstał w 1. połowie XIV wieku. Rozczłonkowany jest siedmioma sterczynami położonymi, oprócz środkowej przekątniowo, między którymi jest umieszczonych sześć ostrołukowych blend. W 1781 roku do zachodniej elewacji świątyni została dostawiona wieża, posiadająca skromne cechy stylu barokowego, ujęta w narożnikach uproszczonymi pilastrami. Wyposażenie wnętrza powstało głównie w XVIII i XIX wieku. Należą do niego rokokowa ambona, ozdobiona symbolami czterech ewangelistów, chrzcielnica, ozdobiona rzeźbioną grupą Chrztu umieszczoną na pokrywie, prospekt organowy, powstały w 1794 roku, dzieło Michała Ignacego Lochowskiego, konfesjonały, wykonane w XVIII wieku oraz ołtarze w stylu neogotyckim.